# Риджънс Морган Кийгън Чемпиъншипс и Селюлър Саут Къп 2012
Риджънс Морган Кийгън Чемпиъншипс и Селюлър Саут Къп 2012 е турнир от международните серии 500 на ATP и категория „Международни“ на WTA, който се играе на твърда настилка.
Това е 37-ото издание на мъжки турнир и 27-о издание на женския турнир. Турнирът е част от ATP Световен Тур 2012 и WTA Тур 2012. Провежда се в Мемфис, САЩ.